# Chất kích thích

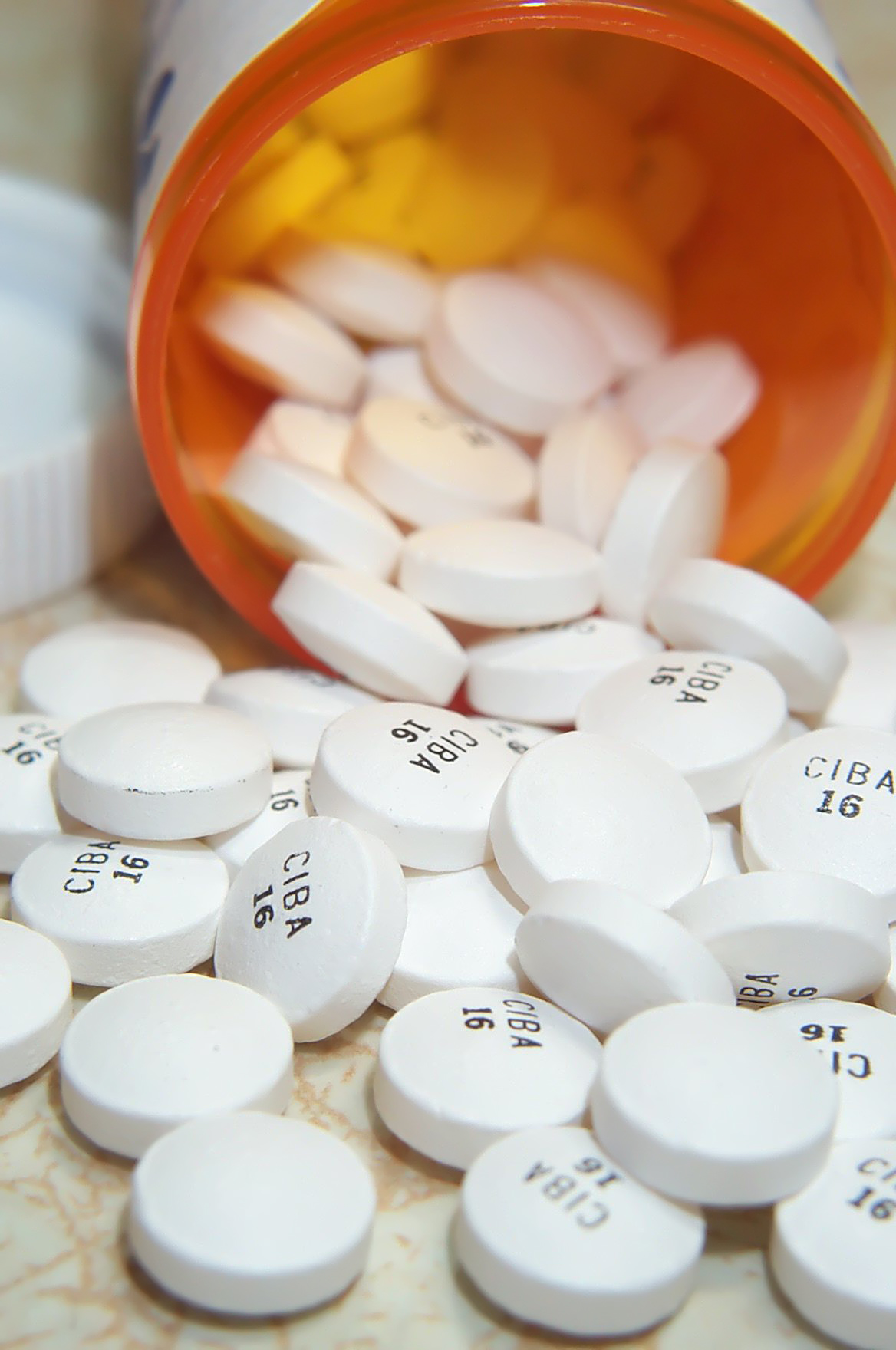
Ritalin (SR) viên 20 mg

Chất kích thích (cũng thường được gọi là chất kích thích tâm lý) là một thuật ngữ bao quát bao gồm nhiều loại thuốc làm tăng hoạt động của hệ thống thần kinh trung ương và cơ thể, thuốc tạo cảm giác đê mê và tăng sinh lực, hoặc các loại thuốc có tác dụng lên thần kinh giao cảm. Chất kích thích được sử dụng rộng rãi trên toàn thế giới như là thuốc theo đơn cũng như không có toa thuốc (cả hợp pháp hoặc bất hợp pháp) như là thuốc tăng cường hiệu suất hoặc thuốc giải trí. Các chất kích thích được kê đơn thường xuyên nhất kể từ năm 2013 là litorexamfetamine, methylphenidate và amphetamine. Người ta ước tính rằng tỷ lệ phần trăm dân số đã lạm dụng các chất kích thích loại amphetamine (ví dụ: amphetamine, methamphetamine, MDMA, v.v.) và cocaine kết hợp là từ 0,8% đến 2,1%.

## Hiệu ứng

### Cấp tính
Các chất kích thích ở liều điều trị, chẳng hạn như thuốc được dùng cho bệnh nhân mắc ADHD, làm tăng khả năng tập trung, sức mạnh, tính xã hội, ham muốn tình dục và có thể nâng cao tâm trạng. Tuy nhiên, ở liều cao hơn, các chất kích thích thực sự có thể làm giảm khả năng tập trung, một nguyên tắc của Luật Yerkes-Dodson. Ở liều cao hơn, chất kích thích cũng có thể tạo ra hưng phấn, mạnh mẽ và giảm nhu cầu ngủ. Nhiều, nhưng không phải tất cả, chất kích thích có tác dụng tăng hiệu suất hoạt động (ergogenic). Các loại thuốc như ephedrine, pseudoephedrine, amphetamine và methylphenidate có tác dụng ergogen được ghi nhận tốt, trong khi cocaine có tác dụng ngược lại. Tác dụng tăng cường thần kinh của các chất kích thích, cụ thể là modafinil, amphetamine và methylphenidate đã được ghi nhận ở thanh thiếu niên khỏe mạnh, và là một lý do thường được trích dẫn trong số những người sử dụng ma túy bất hợp pháp để sử dụng, đặc biệt là trong các sinh viên đại học trong bối cảnh học tập/nghiên cứu.
Trong một số trường hợp, hiện tượng tâm thần có thể xuất hiện như rối loạn tâm thần kích thích, hoang tưởng và ý tưởng tự tử. Độc tính cấp tính đã được báo cáo liên quan đến một vụ giết người, hoang tưởng, hành vi hung hăng, rối loạn chức năng vận động và chất thải. Hành vi bạo lực và hung hăng liên quan đến độc tính kích thích cấp tính có thể một phần do hoang tưởng. Hầu hết các loại thuốc được phân loại là chất kích thích là thuốc giao cảm, nghĩa là chúng kích thích nhánh giao cảm của hệ thống thần kinh tự trị. Điều này dẫn đến các tác động như bệnh nấm, tăng nhịp tim, huyết áp, nhịp hô hấp và nhiệt độ cơ thể. Khi những thay đổi này trở thành bệnh lý, chúng được gọi là rối loạn nhịp tim, tăng huyết áp và tăng thân nhiệt, và có thể dẫn đến tiêu cơ vân, đột quỵ, ngừng tim hoặc co giật. Tuy nhiên, do sự phức tạp của các cơ chế tạo ra các kết quả có thể gây tử vong này của độc tính kích thích cấp tính, không thể xác định liều nào có thể gây chết người.

### Mãn tính
Đánh giá tác dụng của chất kích thích có liên quan với lượng dân số lớn hiện đang dùng chất kích thích. Một đánh giá có hệ thống về tác dụng tim mạch của các chất kích thích kê đơn không tìm thấy mối liên quan nào ở trẻ em, nhưng tìm thấy mối tương quan giữa sử dụng thuốc kích thích theo toa và đau tim do thiếu máu cục bộ. Một đánh giá trong khoảng thời gian bốn năm cho thấy rằng có rất ít tác động tiêu cực của điều trị kích thích, nhưng nhấn mạnh sự cần thiết phải nghiên cứu dài hạn. Một đánh giá về việc sử dụng thuốc kích thích theo toa trong một thời gian dài ở những người bị ADHD cho thấy tác dụng phụ của tim mạch chỉ giới hạn ở việc tăng huyết áp thoáng qua. Bắt đầu điều trị bằng chất kích thích ở những người mắc ADHD ở thời thơ ấu dường như mang lại lợi ích cho tuổi trưởng thành liên quan đến chức năng xã hội và nhận thức, và dường như tương đối an toàn.
Lạm dụng thuốc kích thích theo toa (không theo chỉ dẫn của bác sĩ) hoặc thuốc kích thích bất hợp pháp mang nhiều rủi ro tiêu cực về sức khỏe. Lạm dụng cocaine, tùy theo đường dùng, làm tăng nguy cơ mắc bệnh tim mạch, đột quỵ và nhiễm trùng huyết. Một số hiệu ứng phụ thuộc vào đường dùng, với việc sử dụng truyền tĩnh mạch liên quan đến việc truyền tải của nhiều bệnh như viêm gan C, HIV / AIDS và tình trạng khẩn cấp y tế tiềm năng như nhiễm trùng, huyết khối hoặc pseudoaneurysm, trong khi hít phải có thể liên quan với việc tăng nhiễm trùng đường hô hấp dưới, ung thư phổi và hạn chế bệnh lý của mô phổi. Cocaine cũng có thể làm tăng nguy cơ mắc bệnh tự miễn  và làm hỏng sụn mũi. Lạm dụng methamphetamine tạo ra các tác động tương tự cũng như sự thoái hóa rõ rệt của các tế bào thần kinh dopaminergic, dẫn đến tăng nguy cơ mắc bệnh Parkinson.